# David François
Pour les articles homonymes, voir François.
David François est un footballeur français né le 7 mars 1970 à Reims (Marne). Il a été attaquant puis milieu de terrain dans les années 1990.

## Biographie

### Carrière de joueur
David François commence à jouer au football à Bétheny avant d'intégrer le centre de formation du Stade de Reims. Il joue son premier match en Division 2 à dix-sept ans.
En 1991 il dispute le Tournoi de Toulon avec l'équipe de France espoirs, dans laquelle figurent Fabien Barthez et Zinédine Zidane, révélation de la saison avec Cannes. Privés de leur maître à jouer expulsé au match précédent, les Bleuets s'inclinent 1-0 en finale sur un but d'Alan Shearer. David François est titulaire à la pointe de l'attaque tricolore mais ne marque aucun but lors de la compétition.
En juillet 1991 il remporte la Coupe de la Ligue avec le Stade de Reims. Il rejoint le RC Lens après la liquidation judiciaire du club champenois en octobre 1991. Après plusieurs passages dans divers clubs de D2 dont le Stade lavallois, il est de retour au Stade de Reims en décembre 2000, et l'aide un an et demi plus tard à retrouver la Division 2 et le monde professionnel onze ans après que le club champenois l'ait quitté. De 2002 à 2004, David François est l'un des deux délégués syndicaux de l'UNFP au sein du Stade de Reims,.

### Reconversion
Une fois sa carrière de footballeur professionnelle terminée, en 2004, il intègre la cellule de recrutement du Stade de Reims comme superviseur.
Il est ensuite chargé de développement pour une mutuelle santé régionale.

## Parcours de joueur
- jusqu'en 1986 :  Bétheny
- 1986-09/1991 :  Stade de Reims (35 matchs et 7 buts en Division 2, 8 matchs et 4 buts en Division 3)
- 10/1991-1992 :  RC Lens (13 matchs et 1 but en Division 1)
- 1992-1993 :  La Roche Vendée Football (en Division 2)
- 1993-1995 :  Saint-Brieuc (43 matchs et 5 buts en Division 2)
- 1995-1997 :  CS Louhans-Cuiseaux (76 matchs et 17 buts en Division 2)
- 1997-1999 :  Amiens SC (75 matchs et 16 buts en Division 2)
- 1999-11/2000 :  Stade lavallois (48 matchs et 2 buts en Division 2)
- 12/2000-06/2004 :  Stade de Reims (73 matchs et 14 buts en National, 29 matchs et 5 buts en Division 2)

## Statistiques
- 13 matchs et 1 but en Division 1
- 347 matchs et 51 buts Division 2
- 78 matchs et 18 buts Division 3/National

## Palmarès

### En club
- Champion de France de National en 2004 avec le Stade de Reims
- Vice-champion de France de National en 2002 avec le Stade de Reims
- Vainqueur de la Coupe de la Ligue en 1991 avec le Stade de Reims

### En sélection
- Finaliste du Tournoi de Toulon en 1991 avec l'équipe de France espoirs